# کافه چهارتقویمی
کافهٔ چهارتقویمی (به انگلیسی: Four-Calendar Café) هفتمین آلبوم استودیویی از گروهٔ موسیقی اسکاتلندی کوکتو تویینز می‌باشد که در ۱۸ اکتبر سال ۱۹۹۳ از سوی فونتانا رکوردز منتشر گردید. کافهٔ چهارتقویمی اولین انتشار این گروه پس از ترک ناشر قبلی آن‌ها ۴ای‌دی می‌باشد.